# Przełęcz Pieniążkowicka
Przełęcz Pieniążkowicka (709 m) – przełęcz pomiędzy szczytami Kierówki (749 m) oraz nieposiadającym nazwy wierzchołkiem o wysokości 736 m. Przez przełęcz przebiega droga wojewódzka nr 958 Chabówka-Zakopane na odcinku pomiędzy Rabą Wyżną a Czarnym Dunajcem.
W regionalizacji fizycznogeograficznej Polski według Jerzego Kondrackiego przełęcz znajduje się w Beskidzie Orawsko-Podhalańskim, w nowszej regionalizacji z 2018 roku na Pogórzu Orawsko-Jordanowskim.
Nazwa przełęczy pochodzi od tego, że znajduje się w Pieniążkowicach w województwie małopolskim, w powiecie nowotarskim, w gminie Czarny Dunajec. Jest łatwo rozpoznawalna, przy szosie znajduje się tutaj bowiem niewielka zatoka ze stromo podciętymi skałkami. Przez przełęcz nie prowadzi żaden znakowany pieszy szlak turystyczny, ale niebieski szlak przechodzi przez szosę w lesie po północnej stronie przełęczy.